# Łowczyk polinezyjski
Łowczyk polinezyjski, łowiec polinezyjski (Todiramphus veneratus) – gatunek średniej wielkości ptaka z rodziny zimorodkowatych (Alcedinidae). Jest endemitem dwóch wysp – Tahiti i Moorea w archipelagu Wysp Towarzystwa stanowiącym część Polinezji Francuskiej. Dwa podgatunki łowczyka polinezyjskiego w Czerwonej księdze gatunków zagrożonych IUCN klasyfikowane są jako osobne gatunki – jeden jako gatunek bliski zagrożenia (NT, ang. Near Threatened), a drugi jako gatunek narażony (VU, ang. Vulnerable).

## Systematyka
Gatunek po raz pierwszy zgodnie z zasadami nazewnictwa binominalnego opisał w 1788 roku Johann Friedrich Gmelin w 13. edycji linneuszowskiego Systema Naturae. Autor nadał mu nazwę  Alcedo venerata, a jako miejsce typowe wskazał Tahiti. Obecnie gatunek zaliczany jest do rodzaju Todiramphus.
Na podstawie badań molekularnych Andersen et al. (2015, 2018) wykazano, że łowczyk polinezyjski jest blisko spokrewniony z łowczykiem rdzawoszyim (T. ruficollaris), łowczykiem rudobrewym (T. gambieri), łowczykiem maskowym (T. godeffroyi) i łowczykiem białobrewym (T. tutus). 
Zwykle wyróżnia się dwa podgatunki:
- T. v. veneratus (J.F. Gmelin, 1788) – łowczyk polinezyjski[4],
- T. v. youngi Sharpe, 1892 – łowczyk brązowy[4]. Część autorów uznaje go za osobny gatunek[3][13].

### Etymologia
- Todiramphus: rodzaj Todus Brisson, 1760 (płaskodziobek); gr. ῥαμφος rhamphos „dziób”[14].
- venaratus: łac. veneratus – „wielbiony, czczony”[15].

## Morfologia
- T. v. veneratus: Średniej wielkości ptak o dużym, szerokim u nasady, czarnym dziobie, którego górna część jest nieco jaśniejsza, na żuchwie, od spodu dzioba wyraźne przebarwienie w kolorze bladorogowym. Nogi i stopy czarne. Tęczówki ciemnobrązowe. Występuje dymorfizm płciowy. Dorosłe samce mają niebieskozielone górne części ciała. Góra głowy niebieskozielona z brązowymi odcieniami na czole i szczytowej części głowy, niebieskim paskiem brwiowym oraz niebieskobrązową, dosyć szeroką maską rozciągającą się na kark. Dolne części ciała: podgardle, gardło, piersi, brzuch i pokrywy podogonowe białe z niewielkimi kremowymi przebarwieniami u nasady skrzydeł, czasami rozciągającymi się na piersi. Samice mają ciemniejsze brązowawe, bardziej matowe górne części ciała i ciemny, dosyć szeroki, czarniawy napierśnik. Osobniki młodociane mają bardziej brązowy wierzch ciała od dorosłych, czarniawe smugi na dolnej części gardła i piersi oraz płowożółte boki i brzuch. Długość ciała 21 cm[7].
- T. v. youngi: Średniej wielkości ptak o dużym, szerokim u nasady, czarnym dziobie, którego górna część jest nieco jaśniejsza, na dolnej szczęce, od spodu dzioba wyraźne przebarwienie w kolorze bladobrązowym. Nogi i stopy czarniawe. Tęczówki ciemnobrązowe. Występuje dymorfizm płciowy. Dorosłe samce mają brązowe górne części ciała. Dolne części ciała są białe z niewielkimi brązowawymi lub płowymi przebarwieniami. Ogon brunatny z matowozielonymi odcieniami. Samice są bardziej matowe i mają wyraźny czarno-brązowy napierśnik. Młode osobniki mają wyraźne ciemnobrązowe smugi na podbródku, gardle i piersi. Długość ciała 21 cm[7].

## Zasięg występowania
- T. v. veneratus – Tahiti, zasięg występowania według szacunków organizacji BirdLife International obejmuje 1320 km²[16],
- T. v. youngi – Moorea, zasięg występowania według szacunków organizacji BirdLife International obejmuje tylko 204 km²[13].

## Ekologia
- T. v. veneratus – głównym habitatem łowczyka polinezyjskiego są wilgotne tropikalne lasy równikowe, zarówno pierwotne jak i wtórne, lasy górskie do 1700 m n.p.m., plantacje i ogrody. Długość pokolenia jest określana na 3,8 roku[16]. Dieta tego gatunku jest zróżnicowana, składa się głównie z owadów, ich larw, ryb, skorupiaków i małych jaszczurek. Poluje, obserwując ofiarę z odosobnionych gałęzi w środkowych i górnych piętrach lasu. Ofiary podejmuje bezpośrednio z ziemi, w czasie ich lotu, w listowiu lub nurkując w płytkich przybrzeżnych wodach[3][7].
- T. v. youngi – habitatem są pierwotne i wtórne lasy równikowe do wysokości około 300 m n.p.m. Spotykany jest czasami na znajdujących się w pobliżu lasu terenach rolniczych z pojedynczymi drzewami[7][17]. Długość pokolenia jest określana na 3,5 roku[13]. Jego diety nie zbadano, ale uważa się, że jest bardzo podobna do diety T. v. veneratus[7].

### Rozmnażanie
Nie ma wielu informacji o gniazdowaniu i rozmnażaniu tego gatunku.
- T. v. veneratus – składanie jaj ma miejsce od października do grudnia. Gniazdo wykuwane jest w spróchniałym pniu lub grubej gałęzi, na wysokości do 11 m nad poziomem ziemi. W lęgu trzy białe jaja.
- T. v. youngi – gniazda wykuwa w drzewach (np. z rodzaju Neonauclea) w listopadzie. Okres lęgowy od grudnia do lutego. Rozmnaża się w parach lub w trójkątach, gdzie jedna samica kopuluje z dwoma samcami (poliandria) – badania pokazują, że jest to najbardziej powszechna forma współżycia[7].

## Status
W Czerwonej księdze gatunków zagrożonych IUCN T. v. veneratus od 2022 roku jest uznawany za gatunek bliski zagrożenia (NT, ang. Near Threatened), a jego liczebność jest obecnie szacowana na więcej niż 100 tys., a mniej niż 200 tys. dorosłych osobników. Trend populacji szacowany jest na lekko spadkowy. Natomiast T. v. youngi od 2022 roku uznawany jest za gatunek narażony (VU, ang. Vulnerable), a jego liczebność jest obecnie szacowana na więcej niż 7,5 tys., a mniej niż 15 tys. dorosłych osobników.